# Scandinavisch Romani
Het Scandinavisch Romani (tavringens rakripa, van tavring = reiziger en rakripa = taal) is een taal, die door Roma gesproken wordt. Het is een variant van het Romani, een groep talen die voorheen vaak als één taal aangeduid werden. Het Scandinavisch Romani wordt in Noorwegen en Zweden gesproken; in het laatste land heeft het de status van officieel erkende minderheidstaal. Het Rodi, de taal van de inheemse Noorse reizigers, wordt vaak en ten onrechte verward met het Scandinavisch Romani.
Opmerkelijk aan het Scandinavische Romani is dat het de morfologie en de syntaxis van de Scandinavische talen grotendeels heeft overgenomen. Mengtalen volgen meestal een omgekeerde koers: ze behouden de taalprincipes van de oude volkstaal maar nemen de woordenschat van de dominante taal over (zie onder meer Stadsfries en Chamorro). De woordenschat is volgens een bij zigeunertalen gebruikelijk patroon opgebouwd: behalve erfwoorden van Indische oorsprong kent de taal leenwoorden uit bijna alle gebieden waar het volk heeft gezworven (zie nevenstaande tabel).